# Interstate 94
Interstate 94 eller I-94 är den nordligaste öst-väst-gående Interstatevägen, den förbinder Stora sjöarna och bergsregionerna i USA. Den västra änden ligger i Billings, Montana och den östra på Blue Water Bridge i Port Huron, Michigan vid den kanadensiska gränsen.
Interstate 94 är den enda öst-väst-gående Interstatevägen som har direktförbindelse med ett annat land.

## Sträckning

### Montana
Vägen börjar i Billings och går åt nordost mot Glendive innan den lämnar delstaten i öster.

### North Dakota
Vägen kommer in i delstaten vid Beach, går österut och passerar Dickinson, Bismarck, Jamestown och Fargo innan den lämnar delstaten.
Vägen går söder om Theodore Roosevelts nationalpark. På gränsen mellan Stark County och Morton County passeras gränsen mellan Mountain Standard Time och Central Standard Time.

### Minnesota

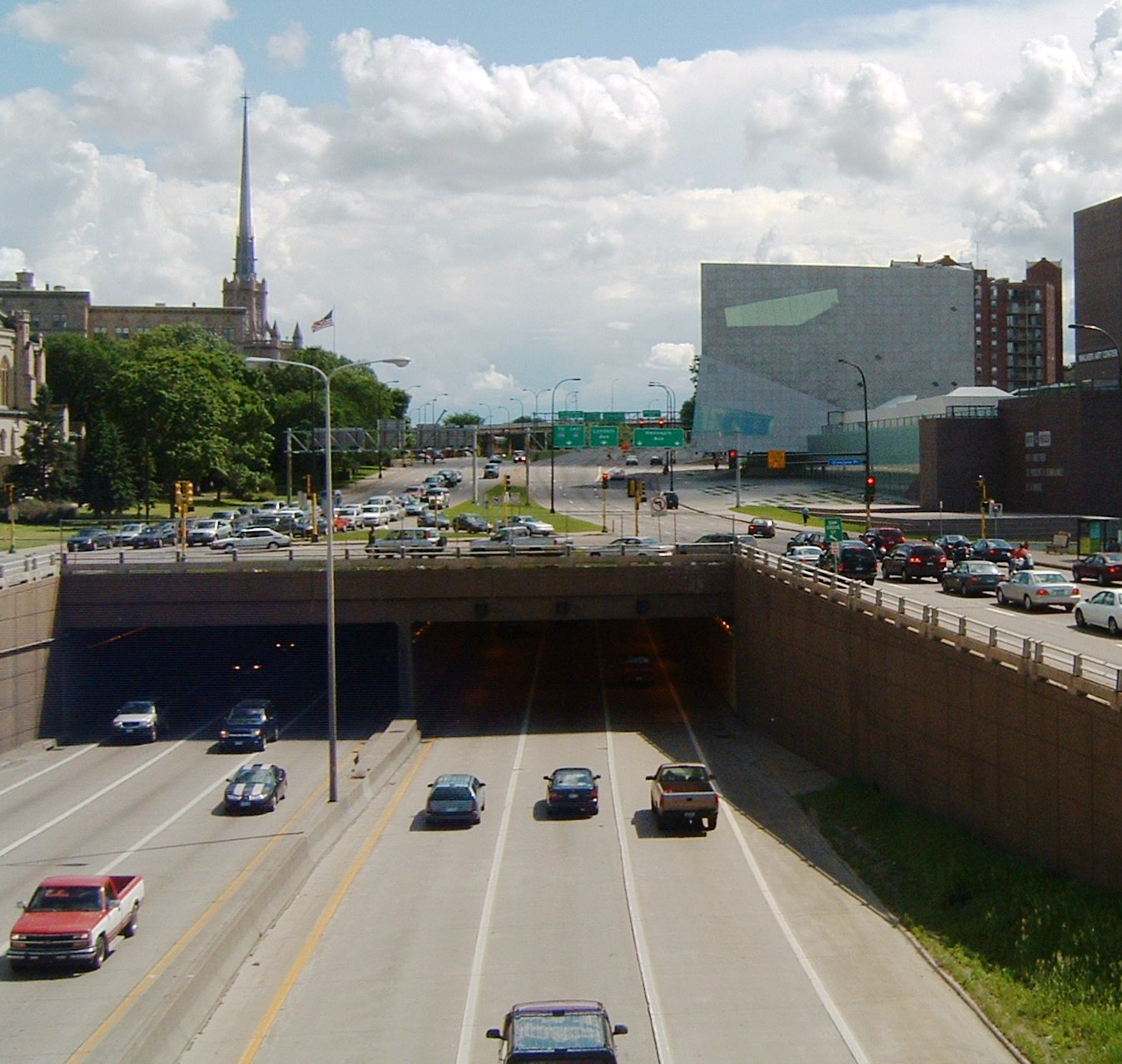
Interstate 94 går genom Lowry Hill Tunnel i Minneapolis

Interstate 94 kommer in i delstaten vid Moorhead och går mot sydost, den passerar Rothsay, Fergus Falls, Alexandria och Sauk Centre på sin väg mot St. Cloud, Minneapolis och Saint Paul. Därefter går den genom Washington County och vidare in i Wisconsin.

### Wisconsin
Vägen går norr om Menomonie och söder om Eau Claire innan den svänger mot sydost till Tomah och Madison. Den passerar Wisconsin Dells. Den svänger österut mot Waukesha och Milwaukee. Interstate 94 lämnar Milwaukee i söder, passerar väster om Racine och Kenosha och vidare in i Illinois.

### Illinois
Från gränsen går vägen söderut mot Chicago och vidare in i Indiana öster om Lansing.

### Indiana
Vägen går österut, passerar Lake Station och Michigan City.

### Michigan

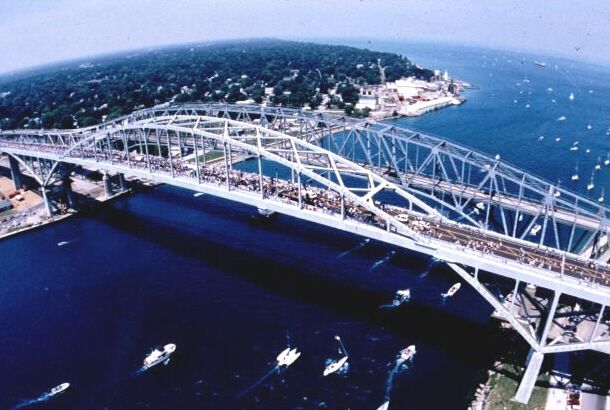
Blue Water Bridge

Interstate 94 går längs med Lake Michigan till St. Joseph, vidare österut mot Kalamazoo, Battle Creek, Jackson, Ann Arbor och Detroit för att sedan fortsätta mot nordost till den kanadensiska gränsen vid Blue Water Bridge, Port Huron.